# Micó de Siracusa
Micó de Siracusa (en grec antic Μίκων) fill de Nicerat, fou un escultor siracusà. Va fer dues estàtues de Hieró II a Olímpia, una a cavall i una altra a peu, encarregades pels fills de Hieró després de la seva mort, segons diu Pausànias.
Va viure al final del segle III aC i va florir després del 215 aC. Podria ser l'escultor Micó que menciona Plini el Vell. de qui diu: Micon athletis spectatur (Micó és admirat per les seves imatges d'atletes).